# Efter 5. maj
|  | Denne artikel er oprettet af botten Steenthbot ud fra en ekstern database. Den kan derfor have sproglige fejl eller mangler. Denne skabelon kan fjernes efter kontrol af indholdet. |

Efter 5. maj er en dansk dokumentarisk optagelse fra 1945.

## Handling
Optagelser fra dagene omkring Danmarks befrielse: Jublende og feststemte mennesker på Rådhuspladsen foran Politikens hus. Afbrænding af tyske flag, uniformer m.m. samme sted. Tyskercafeen Tosca på Strøget 6. maj, totalt smadret. Højtidelighed på Rådhuspladsen. Modstandsfolk i position med rekylgevær i Larslejsstræde. En stor gruppe modstandsfolk på havneområde - Danmarks 'Jensen-kanon' ses. Strandvejen i Hellerup: Den Danske Brigades ankomst til København 6. maj. Anholdelser af stikkere og værnemagere. Civile søger tilflugt i beskyttelsesrum. Aktion ved DFDS' hovedkontor i Havnegade.